# جونغ هو-جين
جونغ هو-جين (هانغل: 정호진) هو لاعب كرة قدم كوري جنوبي في مركز قلب الدفاع، ولد في 30 مايو 1984 في كوريا الجنوبية. لعب مع Samutsongkhram F.C. ‏.

## وصلات خارجية
- جونغ هو-جين على موقع قاعدة بيانات كرة القدم.إي يو (الإنجليزية)
- جونغ هو-جين على موقع Soccerway.com (الإنجليزية)